# Marie Balmary
Marie Balmary es una psicoanalista francesa, nacida en Bretaña y afincada en París, dedicada tanto a la práctica profesional de la psiquiatría como a la investigación.
Discípula de Jacques Lacan, se dio a conocer en la década de 1970 por su relectura del complejo de Edipo descrito por Sigmund Freud. En su trabajo, Balmary intentó recuperar la historia del padre de Edipo, Layo, según el relato mitológico y la etimología del lenguaje, además de relacionar el complejo y su descripción freudiana con la historia de la propia familia de Freud. Sus conclusiones, publicadas en L'homme aux statues. Freud et la faute cachée du père (1979), fueron rechazadas por muchos de sus colegas, lo que provocó su salida de la Universidad de La Sorbona.
Prosiguió su trabajo publicando estudios interdisciplinarios en los que busca los puntos de encuentro entre el psicoanálisis, las religiones, la Biblia, la mitología (especialmente la griega) y otros relatos fundamentales de la civilización occidental. Defensora de la necesidad de la dimensión trascendente de la persona, ha expresado sus convicciones en libros como Freud hasta Dios (2010) y en una de sus obras más conocidas, El monje y la psicoanalista (2005), fruto de sus conversaciones con Marc-François Lacan, hermano pequeño de Jacques Lacan y monje benedictino.

## Obras
- 1979 : L’homme aux statues. Freud et la faute cachée du père
- 1986 : El sacrificio prohibido. Freud y la Biblia (Le sacrifice interdit. Freud et la Bible), edición española por Fragmenta Editorial, 2018. ISBN 978-84-15518-82-2
- 1993 : La divine origine. Dieu n'a pas créé l’homme
- 1999 : Abel ou la traversée de l’Eden
- 2001 : Je serai qui je serai
- 2005 : El monje y la psicoanalista (Le moine et la psychanalyste), edición española por Fragmenta Editorial, 2011. ISBN 9788492416370
- 2010 : Freud hasta Dios (Freud jusqu'à Dieu), edición española por Fragmenta Editorial, 2011. ISBN 9788492416455
- 2012 : Iremos todos al paraíso. El Juicio Final en cuestión, con Daniel Marguerat (Nous irons tous au Paradis, le Jugement dernier en question, edición española por Fragmenta Editorial, 2013. ISBN 978-84-92416-79-0